# Општина Бештепе (Тулћа)
Бештепе (рум. Beştepe) општина је у Румунији у округу Тулћа.
Oпштина се налази на надморској висини од 1 m.

## Становништво

### Хронологија
| Година       | 2004 | 2005 | 2006 | 2007 | 2008 | 2009 | 2010 | 2011 | 2012 | 2013 | 2014 | 2015 | 2016 | 2017 |
| ------------ | ---- | ---- | ---- | ---- | ---- | ---- | ---- | ---- | ---- | ---- | ---- | ---- | ---- | ---- |
| Становништво | 2014 | 1999 | 1992 | 1978 | 1959 | 1953 | 1920 | 1907 | 1895 | 1884 | 1867 | 1823 | 1825 | 1803 |